# Нікітін Олексій Сергійович
Нікітін Олексій Сергійович (7 січня 1967, Київ) — український російськомовний письменник.

## З життєпису
В 1985—1987 служив у війську. 1990 року закінчив фізичний факультет Київського університету ім. Т. Г. Шевченка. Працював інженером з радіаційної медицини (1990—1992), підприємцем, розробляв аварійну систему пилеподавлення Об'єкту «Укриття» Чорнобильської АЕС, журналістом, видавав журнал «Фабула», був редактором альманаху «Арьергард».
В 2014 вів рубрику Diario Ucraino (Український щоденник) в італійській газеті l'Unita.
Член Національної спілки письменників України, член Українського ПЕН.
Живе та працює в Києві. Чоловік письменниці Євгенії Чуприни.

## Нагороди
Нагороди
- Лауреат премії імені Володимира Короленка за збірку оповідань «Рука птицелова»[4]
- Лауреат премії «Русская премия[ru]» за роман «Victory Park», Росія, 2014[5][6]
- Лауреат премії імені Шолом-Алейхема за роман «Бат-Амі», 2024

Попадання до лонг-листу премій
- Роман «Истеми»: Лонг-лист премії НОС (Новая словесность), Росія, 2011;
- Роман «Маджонг»: Лонг-лист премії «Большая книга», Росія, 2012.

## Твори
Збірки оповідань
- «Рука птицелова» Київ, «Фенікс» 2000.

Романи
- «Три жизни Сергея Бояршинова, банкира и художника», Київ, «Радуга» № 9,10, 2003.
- «Окно на базар» Москва, «Дружба народов» № 6, 2003.
- «Истеми» Москва, Ad Marginem, 2011. (переклад англійською 2013 та 2016, італійською 2013)
- «Маджонг» Москва, Ad Marginem, 2012.
- «Victory Park», Москва, Ad Marginem, 2014. (переклад франзузькою 2017, італійською 2019)
- «Шкиль-моздиль» Москва, «Дружба народов» № 1, 2016.
  - (передрук) «Шкиль-моздиль» (під назвою «Санитар с Институтской») Київ, «Люта справа», 2016.
- «От лица огня» Київ, Лаурус, 2021.

## Переклади українською
- Олексій Нікітін. «Victory Park». Переклад з російської: Вікторія Меренкова. Харків: Фабула. 2016. 416 стор. ISBN 978-617-09-2935-8
- Олексій Нікітін. «Маджонг». Переклад з російської: О. Якименко. Харків: Фабула. 2017. 416 стор. ISBN 978-617-09-3528-1
- Олексій Нікітін. «Бат-Амі» (От лица огня). Переклад з російської: З. Александрова. Київ: Фенікс. 2021. 830 стор. ISBN 978-966-136-816-2